# Libenice (planetka)
(4823) Libenice je planetka hlavního pásu objevena 4. října 1986 českým astronomen Antonínem Mrkosem na Kleti. Katalogové číslo planetky je 4823. Pojmenována byla podle obce Libenice, kde byly nalezeny zbytky starověké keltské svatyně ze 4. století př. n. l.. Svatyně plnila i astronomickou funkci. Jméno planetky navrhl astronom Miloš Tichý.